# 王唊
王唊（?—前105年），中国出身入国衛滿朝鮮归化人（中国系归化姓氏），衛滿朝鮮的一位丞相，官職「將軍」。王唊是衛滿朝鮮的重要人物。
元封三年（前108年），漢武帝派兵侵略朝鮮，朝鮮戰敗，將軍王唊投降漢朝。王唊被封為平州侯。

## 脚注
1. ↑  礪波護・武田幸男 1997，第267頁
2. ↑  國史編纂委員會，第註 042頁